# Palazzo Contarini a San Beneto
Palazzo Contarini a San Beneto è un palazzo di Venezia sito nel sestiere di San Marco ed affacciato sul Rio di San Luca, poco distante dalla confluenza con Canal Grande, a fianco della facciata laterale di Palazzo Corner Contarini dei Cavalli e dirimpetto alla facciata laterale di Palazzo Grimani. 

## Storia
Edificato certamente al posto di un edificio gotico e completato entro il 1566, il suo autore è ignoto: si è ipotizzato che il suo creatore sia stato Sante Lombardo, morto proprio nell'anno del completamento. Venne ristrutturato in due fasi: nel XVII secolo fu arricchito di un cortile e di uno scalone monumentale, mentre risalgono al XVIII secolo gli affreschi e gli stucchi interni, che sono oggi parzialmente scomparsi.
Abitarono in questo palazzo le famiglie Corner, Contarini, Mocenigo e Giovanelli. In particolar modo, i Mocenigo ne divennero proprietari per eredità nel 1833. Divenne poi sede della Compagnia delle Acque.

## Architettura
Lo stile di questo palazzo indica il cedere il passo dello stile lombardesco ai gusti introdotti coll'operato di Sebastiano Serlio. Complici le molte decorazioni, John Ruskin identifica questo edificio come esempio dello stile che contraddistingue la transizione tra le forme primitive e mature del Rinascimento.
La facciata è infatti contraddistinta dal predominio del gusto cinquecentesco, caratterizzata da una serie di serliane centrali e da fregi decorativi al livello del piano nobile. A questi elementi stilistici ne sono affiancati altri più arcaici, quali la decorazione della facciata, adoperata come status symbol, e la forma degli archi che costituiscono la polifora del secondo piano nobile. L'intera facciata è inoltre caratterizzata dalla presenza di varie qualità marmoree, di cartigli, di patere e losanghe. Singolare persino la cura della parte inferiore della facciata, dove le aperture sono disposte ordinatamente su due livelli, andando a creare un particolare ritmo architettonico. 
Presenta una singolare pianta ad L, dovuta all'integrazione tra i precedenti edifici, complice la quale le stanze si affacciano su due corti interne. Per quanto riguarda gli interni, il casin dell'ultimo piano è decorato con stucchi di Carpoforo Mazzetti Tencalla. Gli affreschi risalgono al matrimonio tra Giulio Contarini ed Elena Morosini, celebrato nel 1748: sono opera di Francesco Fontebasso e di Gaspare Diziani.